# Podgórcze (Kamień)
Podgórcze – część wsi Kamień w Polsce, położona w województwie małopolskim, w powiecie krakowskim, w gminie Czernichów.
W latach 1975–1998 Podgórcze administracyjnie należało do województwa krakowskiego.